# 1953年の国際連合事務総長の選出
1953年の国際連合事務総長の選出は、第2代国際連合事務総長であるトリグブ・リーが辞任を表明したことにより行われた。朝鮮戦争勃発以来、リーはソビエト連邦と対立していた。朝鮮戦争の休戦交渉が始まったことで、事務総長を交代する契機になるとリーは考えた。
イギリス代表団が推すカナダのレスター・B・ピアソンは、過半数の得票を得られたものの、ソ連が拒否権を行使し、選出が膠着した。他の候補者も過半数の得票を得られなかった。2週間ほど膠着状態が続いた後、フランスがダークホース的な候補としてスウェーデンのダグ・ハマーショルドを提案した。ハマーショルドは米ソ両国に受け入れられ、次期事務総長に選出された。
ハマーショルドはその後、1957年の再選に立候補し、満場一致で2期目の任命を受けた。

## 背景
国際連合事務総長は、安全保障理事会の勧告に基づき、総会で任命される。1946年の国連総会では、安全保障理事会が候補者を1人選び、総会の承認を得ることで合意されていた。ソ連がカナダのレスター・B・ピアソンに対し拒否権を行使したことから、妥協としてノルウェーのトリグブ・リーが初代国連事務総長に選出された。
1940年代後半になると、国際的な緊張が国連の活動に影響を与えた。リーの出身国のノルウェーが1949年に北大西洋条約機構(NATO)に加盟したため、冷戦の一方の陣営の国が事務局長のポストを握っている状態となった。1950年に勃発した朝鮮戦争に国連が介入したことで、同年のリーの事務総長再選に対してソ連は拒否権を行使した。それに対しリーを推すアメリカは、リー以外の候補者に対して拒否権を行使すると脅しをかけた。安保理が米ソの拒否権争いによって次期事務総長の候補を選出することができず、総会がリーの任期を3年延長することを決定した。ソ連はこの決定を認めず、1期目の任期が満了する1951年2月以降は事務総長は「空席」とみなし、事務総長に連絡すべきものは全て「事務局宛」とした。
朝鮮戦争が膠着状態に陥り、休戦交渉が始まった1952年11月10日、リーは総会での演説で「私は今こそ国連にダメージを与えずに去ることができると確信している」と述べ、事務総長の辞任を表明した。リーは、休戦協定の締結には「自分よりも後継者の方が役に立つかもしれない」と考えていた。しかし、後継者が見つからない場合は、残りの任期を全うしたいと考えていた。
リーが辞任を表明した時、常任理事国5か国全ての外務大臣がニューヨークに滞在していた。中国（中華民国）は安保理の持ち回り議長国だったが、ソ連は中国が出席する非公式会議をボイコットする方針だった。アメリカのディーン・アチソン国務長官は、ソ連のアンドレイ・グロムイコ外相との間で非公式協議の開催に同意していたが、中国の役割を奪うことにならないよう、アチソン国務長官が主導権を握ることは避けた。

## 候補者
| 事務総長選出の候補者 | 事務総長選出の候補者       | 事務総長選出の候補者                            | 事務総長選出の候補者 | 事務総長選出の候補者 |
| -------------------- | -------------------------- | ----------------------------------------------- | -------------------- | -------------------- |
| 肖像                 | 候補者                     | 地位                                            | 地域グループ         |                      |
|                      | エリック・ボーマン         | 駐米スウェーデン大使                            | 西ヨーロッパ         |                      |
|                      | ナスロラ・エンテザム       | 元国際連合総会議長（1950年）                    | 中東                 |                      |
|                      | ルイス・パディーラ・ネルボ | - 元メキシコ首相 - 元国際連合総会議長（1951年） | ラテンアメリカ       |                      |
|                      | レスター・B・ピアソン      | - カナダ外務大臣 - 元国際連合総会議長（1952年） | イギリス連邦         |                      |
|                      | カルロス・P・ロムロ        | 駐米フィリピン大使                              | 東ヨーロッパ・アジア |                      |

## 選挙戦
イギリスはカナダのレスター・B・ピアソンのために激しい選挙戦を展開した。イギリスのヒューバート・マイルズ・グラッドウィン・ジェブ大使は、ピアソンかスウェーデンのエリック・ボーマン以外に対しては拒否権を行使するとディーン・アチソンに宣言した。フランスもピアソンを第一候補としていた。イギリス代表団は政府から、総会が再開される1953年2月まで選出を延期するよう指示を受けていた。
1953年1月20日、ハリー・S・トルーマンの後任としてドワイト・アイゼンハワーがアメリカ大統領に就任し、ジョン・フォスター・ダレスが国務長官となった。アメリカは、ソ連が拒否権を行使した場合にイギリスがアメリカの候補者に投票するならば、ピアソンに投票すると申し出た。カナダ側は、イギリスがピアソンの名前を軽々しく口にすることに動揺し、カナダ代表団はピアソンの意思を尊重して選挙活動を行わなかった:325。ピアソンはカナダ首相の後継者だったが、国連に深い関心を持っており、この仕事を強く望んでいた。
アジアからは、フィリピンのカルロス・P・ロムロが最有力候補だった。アメリカはロムロを支持していたが、積極的な選挙戦は行わなかった。
中東からは、イランのナスロラ・エンテザムが有力候補だった。フランスは、エンテザムをピアソンに次ぐ第2の候補者と考えていた。ソ連もポーランドのスタニスラウス・スクシェシェフスキに次いで、エンテザムを第2候補とした。イギリスのジェブ大使は、エンテザムが有能な候補者であることは認めていたが、エンテザムに対し拒否権を行使することを繰り返し表明していた。イギリスがエンテザムに反対したのは、イギリスが保有していたアングロ・ペルシャ石油会社を1951年にイランが国有化したためだった。
イギリスがピアソンとボーマン以外には拒否権を行使すると宣言していたため、アメリカはスウェーデン政府に、ボーマンが事務総長に立候補する意思があるかどうかを打診していた。しかしボーマンは、ソ連がおそらく自分を受け入れないだろうと述べて辞退した。しかし、もしボーマン以外にソ連の拒否権を回避できる候補者がいないならば、スウェーデン政府はボーマンに再考を迫ってもよいと考えていた。

## 投票
| 月日    | 投票回次 | 候補者                               | 賛成 | 反対 | 棄権 | 拒否権                                           |
| ------- | -------- | ------------------------------------ | ---- | ---- | ---- | ------------------------------------------------ |
| 3月13日 | 1        | カルロス・P・ロムロ                  | 5    | 2    | 4    | フランスの旗 · ソビエト連邦の旗                  |
| 3月13日 | 2        | スタニスラウス・スクシェシェフスキ   | 1    | 3    | 7    | フランスの旗 · イギリスの旗 · アメリカ合衆国の旗 |
| 3月13日 | 3        | レスター・B・ピアソン                | 9    | 1    | 1    | ソビエト連邦の旗                                 |
| 3月19日 | 4        | ヴィジャヤ・ラクシュミ・パンディット | 2    | 1    | 8    | 中華民国の旗                                     |
| 3月30日 | 5        | ダグ・ハマーショルド                 | 10   | 0    | 1    | なし                                             |

3月2日、イギリスのジェブ大使は、翌週に安全保障理事会を招集すると発表した。ジェブは、安全保障理事会で必要な7票を獲得できる候補者はピアソンだけだと主張した。アメリカのヘンリー・カボット・ロッジ大使は、ピアソンへの投票を呼びかけても拒否権を行使されるだけだとジェブに警告した。しかしジェブは、他の候補者にも拒否権が行使されれば、2回目の投票ではピアソンが当選するかもしれないと考えていた。ソ連の代表団は、他に選択肢がなければピアソンを受け入れるかもしれないとほのめかした。
3月5日にソ連の最高指導者ヨシフ・スターリンが死去し、アンドレイ・ヴィシンスキー外相が帰国したが、選考プロセスは続行された。3月12日、フランス、イギリス、アメリカが会合を開き、来るべき安全保障理事会での戦術を話し合った。アメリカは、ロムロへの支持を表明した。しかし、フランスのアンリ・オプノ大使は、ロムロがフランス植民地帝国に好意的でないとして反対した。

### 第1ラウンド
3月13日に安全保障理事会が開かれ、3人の候補者について順次投票が行われた。まず、カルロス・P・ロムロが5-2-4で落選した。ソ連とフランスがロムロに反対し、イギリス、チリ、デンマーク、パキスタンが棄権した。次に、スタニスラウス・スクシェシェフスキは1-3-7で落選した。賛成したのはソ連だけで、フランス、イギリス、アメリカは反対した。レスター・B・ピアソンは9-1-1で過半数の賛成票を得たが、ソ連が拒否権を発動した。レバノンは棄権した。
アメリカがロムロを支持したのは、1946年にアメリカから独立したばかりのフィリピンと密接な関係があったからである。ロムロは、もしソ連が自分とリーのどちらかを選ばなければならなくなったら、自分が選ばれるだろうと主張していたが、ダレスはそれを肯定しなかった。アメリカがロムロの立候補を進めなかったことは、フィリピンの新聞では「アメリカは候補者を鼻で笑い、裏切った」と批判された。しかし、ロムロが過半数の7票を獲得できなかったこと、フランスが拒否権を行使したことなどから、たとえソ連が拒否権の撤回に応じても、ロムロが勝利する可能性は低いと考えられた。

### 第2ラウンド
3月17日、ソ連はインドのヴィジャヤ・ラクシュミ・パンディットとベネガル・ラーマ・ラウを事務総長に推薦した。ソ連がインド人2人を指名したのは、西側諸国にアジア出身者に対する反対票を投じさせて、辱めるためだった:321。しかし、中国が「インドは共産党政府（中華人民共和国）を承認しているため、両候補者に拒否権を行使する」とアメリカに伝えてきたため、その必要はなくなった。アメリカ国務省は、インド人が事務総長になるのは「国連にとって非常に悪い」ことだと考えていた。それは、「今、国連が直面している問題は、共産主義者の侵略を阻止することであり、これはインドが提唱する受動的な抵抗ではできない」からである。アメリカのヘンリー・カボット・ロッジ・ジュニア大使は、政府から、可能な限り棄権するよう指示されたが、必要であれば拒否権を行使する権限を与えられた。
3月18日、常任理事国による協議が行われたが、候補者については合意に至らなかった。しかし、すでに投票された候補者に加えて、9人の候補者が指名された。
3月19日、安全保障理事会が再び開かれた。ソ連は投票を遅らせようとしたが、パンディットは2-1-8で落選した。レバノンとソ連は賛成、中国は反対し、西側諸国は全て棄権した。ワレリアン・ゾリンは、「イギリス連邦出身者の投票をイギリスは棄権したのか」と驚いていた:321。その後、常任理事国に対して協議を続けるよう要請して閉会となった。

### 膠着状態
常任理事国は3月23日に協議を行ったが、候補者について合意に至らなかった。パンディットと指名を辞退した2人の候補者を外し、候補者リストは6人に絞られた。
3月24日に開かれた安全保障理事会では、ソ連のアンドレイ・ヴィシンスキー外相が到着するのを待つことにした。しかし、3月27日、ヴィシンスキーは次の安保理会合への出席を辞退し、安保理では投票が行われなかった。

### 第3ラウンド
3月30日に行われた常任理事国の協議で、予想外の突破口が開かれた。議論の末に既存の候補者が却下された後、フランスのアンリ・オプノ大使が2人の新しい候補者を提案した。オランダのディルク・スティッカーとスウェーデンのダグ・ハマーショルドである:322。ソ連のワレリアン・ゾリンは、ソ連はハマーショルドに投票する用意があると宣言し、西側諸国は驚いた。
アメリカのロッジ大使は、ハマーショルドに拒否権を行使するつもりはないが、ワシントンからの指示を仰がなければならないと述べた。アメリカ国務省では、「この指名には皆が驚き、ハマーショルドがどのような人物で、どのような能力を持っているのかを調べるために奔走した」という。アメリカ国務省は、元駐スウェーデン大使のH・フリーマン・マシューズと相談した後、ロッジにハマーショルドへの投票を許可した。
イギリスのアンソニー・イーデン外務大臣は、アメリカ政府に緊急に電報を打ち、ハマーショルドを強く支持することを表明した。イーデンは、「中国が棄権するように誘導するためのあらゆる適切な行動をとる」ことをアメリカに求めた。スウェーデンが中華人民共和国を承認していたため、中国（中華民国）が拒否権を行使する可能性があった。
その日の午後、安全保障理事会が開かれ、投票が行われた。ハマーショルドは10-0-1の得票を得た。中国は棄権した。その直前、アメリカのロッジ大使はラテンアメリカの代表者たちに、それまで聞いたこともないような人物に賛成票を投じるように圧力をかけていた:323。
4月1日午前0時過ぎ、ストックホルムで電話が鳴り、ハマーショルドは驚いた。国連事務総長に任命されたことを知らされた彼は、「このエイプリルフールのジョークは非常に悪趣味だ」と答えた:117。彼は、3回目の電話でようやくそれを信じることができた:59。スウェーデン政府と相談した上で、ハマーショルドは安保理議長に「私に課せられた任務を断ることはできません」と電報を打った。
4月7日、国連総会は57-1-1で、ダグ・ハマーショルドを5年の任期で次期国連事務総長に任命した。反対票は中国のものである。棄権の1票はラテンアメリカ諸国のいずれかと考えられる。スウェーデン大使は、フアン・ペロン大統領との緊張関係からアルゼンチンが棄権したのではないかと推測していた。また、ウルグアイが、常任理事国が非常任理事国の意見を聞かずにハマーショルドの選出を急いだことへの抗議として棄権したのではないかという見方もある:323–324。アメリカのロッジ大使は、「あまりにも急な指名で、相談する時間がなかった」と説明して、ラテンアメリカ諸国をなだめようとした。

## 1957年の再選
1957年、ダグ・ハマーショルドは無投票で再選された。ハマーショルドは1957年9月26日の朝、安全保障理事会から全会一致で推薦された。総会はその日の午後、満場一致で彼を5年の任期で任命することを決定した。
その後、1960年に勃発したコンゴ動乱に対するハマーショルドの対応にソ連は不満を抱いた。ソ連はハマーショルドを辞任に追い込み、事務総長をトロイカ体制、つまり3人の執行部に置き換えることを提案した。西側諸国はこの動きに反対し、ソ連はこの案を取り下げた。

## 情報源
- Goodwin, Ralph R., ed. (1979), United Nations Affairs, Foreign Relations of the United States, 1952–1954, III, Washington: United States Government Printing Office
- Rose, Lisle A., ed. (1988), United Nations and General International Matters, Foreign Relations of the United States, 1955–1957, XI, Washington: United States Government Printing Office